# Untergriesbach
Untergriesbach è un comune tedesco di 6 340 abitanti, situato nel land della Baviera.